# Пархоменко Наталія Станіславівна
Наталія Станіславівна Пархоменко (Висоцька; нар. 21 березня 1979, Кривий Ріг) — українська гандболістка і тренерка. Головна тренерка жіночої гандбольної команди з м. Миколаїв «Рись — МФКФК». Виступала на позиції воротарки. Майстер спорту України. 5-разова чемпіонка України, володарка Кубка володарів кубків 2001, віцечемпіонка Росії, володарка Кубка ЄГФ 2014.

## Кар'єра
У гандболі — з 10 років. Вихованка ДЮСШ № 4 м. Кривий Ріг. Перший тренер — Геннадій Васильович Кравцов. Майстер спорту України (звання отримала за перемогу за підсумками української Універсіади 2000 року). Кидкова рука — права.
З 1993 року виступала за криворізьку «Рудану» (пізніші назви — «Освіта» й «Олімпік»), з 1996 року — в складі «Мотора-2» (Запоріжжя), пізніше захищала ворота основної команди, з якою перемогла в європейському Кубку володарів кубків 2000/01.
У 2007—2011 роках грала за «Спарту» (Кривий Ріг), потім кілька років за закордонні клуби «Бакеу» (Бакеу, Румунія), «Кубань» (Краснодар) і «Лада» (Тольятті). У складі «Лади» здобула срібло чемпіонату Росії та Кубок ЄГФ 2013/14.
З 2014 року захищала ворота «Реала» (Миколаїв). Посіла 2-ге місце в голосуванні за найкращу гравчиню Суперліги сезону 2014/15 за версією газети «Команда».
З сезону 2016/2017 по 2020/2021 — головна тренерка команди Суперліги «Реалу» (Миколаїв), з сезону 2021/2022 тренує жіночу гандбольну команду Першої ліги «Рись — МФКФК» (Миколаїв).

## Освіта, особисте життя
2002 року закінчила Бердянський педагогічний університет ім. П. Д. Осипенка.
Одружена, має дочкку Анастасію, 2007 р.н.